# Web Services Description Language
Web Service Description Language, of kortweg WSDL is een XML-taal waarmee de interfaces van webservices kunnen worden beschreven. Over het algemeen zullen deze WSDL-documenten voornamelijk door applicaties gelezen worden en beschikbaar zijn voor aanroepende applicaties.

## De binding-style en use van de WSDL
De WSDL binding beschrijft hoe de service gebruikmaakt van het berichtenprotocol, met name SOAP. Een WSDL SOAP binding kent 2 stijlsoorten: RPC (Remote Procedure Call) of Document. Het gebruik van een SOAP binding is of 'encoded' of 'literal'.
Dit uit zich in de structuur van het te verzenden SOAP-bericht. Het is essentieel om te weten met welk soort WSDL-bestand je aan het werk bent. Sommige technieken, zoals JAX-WS ondersteunen alleen document/literal en niet rpc/encoded. En andere technieken vice versa.
WS-I (Web Services Interoperability) Basic Profile schrijft het gebruik van document/literal voor.
rpc/encoded wordt beschouwd als verouderd en dient niet meer gebruikt te worden.
Een WSDL-document hoeft niet manueel opgesteld te worden. Er zijn voor bijna elke programmeertaal hulpmiddelen aanwezig waarmee WSDL-documenten op eenvoudige wijze gegenereerd kunnen worden, om ze zodoende via SOAP aanroepbaar te maken.

## Voorbeeld van een WSDL-bestand
Hier is een voorbeeld van een gestructureerd WSDL 2.0 document:
```
<?xml version="1.0" encoding="UTF-8"?>

<description
 
xmlns=
"http://www.w3.org/ns/wsdl"
 

             
xmlns:tns=
"http://www.example.com/wsdl20sample"
 

             
xmlns:whttp=
"http://www.w3.org/ns/wsdl/http"

             
xmlns:wsoap=
"http://www.w3.org/ns/wsdl/soap"

             
targetNamespace=
"http://www.example.com/wsdl20sample"
>

<!-- Abstract types -->

   
<types>

      
<xs:schema
 
xmlns=
"http://www.example.com/wsdl20sample"

                 
xmlns:xs=
"http://www.w3.org/2001/XMLSchema"
 

                 
targetNamespace=
"http://www.example.com/wsdl20sample"
>

                 

         
<xs:element
 
name=
"request"
>

            
<xs:complexType>

               
<xs:sequence>

                  
<xs:element
 
name=
"header"
 
maxOccurs=
"unbounded"
>

                     
<xs:complexType>

                        
<xs:simpleContent>

                           
<xs:extension
 
base=
"xs:string"
>

                              
<xs:attribute
 
name=
"name"
 
type=
"xs:string"
 
use=
"required"
/>

                           
</xs:extension>

                        
</xs:simpleContent>

                     
</xs:complexType>

                  
</xs:element>

                  
<xs:element
 
name=
"body"
 
type=
"xs:anyType"
 
minOccurs=
"0"
/>

               
</xs:sequence>

               
<xs:attribute
 
name=
"method"
 
type=
"xs:string"
 
use=
"required"
/>

               
<xs:attribute
 
name=
"uri"
 
type=
"xs:anyURI"
 
use=
"required"
/>

            
</xs:complexType>

         
</xs:element>

         

         
<xs:element
 
name=
"response"
>

            
<xs:complexType>

               
<xs:sequence>

                  
<xs:element
 
name=
"header"
 
maxOccurs=
"unbounded"
>

                     
<xs:complexType>

                        
<xs:simpleContent>

                           
<xs:extension
 
base=
"xs:string"
>

                              
<xs:attribute
 
name=
"name"
 
type=
"xs:string"
 
use=
"required"
/>

                           
</xs:extension>

                        
</xs:simpleContent>

                     
</xs:complexType>

                  
</xs:element>

                  
<xs:element
 
name=
"body"
 
type=
"xs:anyType"
 
minOccurs=
"0"
/>

               
</xs:sequence>

               
<xs:attribute
 
name=
"status-code"
 
type=
"xs:anySimpleType"
 
use=
"required"
/>

               
<xs:attribute
 
name=
"response-phrase"
 
use=
"required"
/>

            
</xs:complexType>

         
</xs:element>

      
</xs:schema>

   
</types>

<!-- Abstract interfaces -->

   
<interface
 
name=
"RESTfulInterface"
>

      
<fault
 
name=
"ClientError"
 
element=
"tns:response"
/>

      
<fault
 
name=
"ServerError"
 
element=
"tns:response"
/>

      
<fault
 
name=
"Redirection"
 
element=
"tns:response"
/>

      
<operation
 
name=
"Get"
 
pattern=
"http://www.w3.org/ns/wsdl/in-out"
>

         
<input
 
messageLabel=
"GetMsg"
 
element=
"tns:request"
/>

         
<output
 
messageLabel=
"SuccessfulMsg"
 
element=
"tns:response"
/>

      
</operation>

      
<operation
 
name=
"Post"
 
pattern=
"http://www.w3.org/ns/wsdl/in-out"
>

         
<input
 
messageLabel=
"PostMsg"
 
element=
"tns:request"
/>

         
<output
 
messageLabel=
"SuccessfulMsg"
 
element=
"tns:response"
/>

      
</operation>

      
<operation
 
name=
"Put"
 
pattern=
"http://www.w3.org/ns/wsdl/in-out"
>

         
<input
 
messageLabel=
"PutMsg"
 
element=
"tns:request"
/>

         
<output
 
messageLabel=
"SuccessfulMsg"
 
element=
"tns:response"
/>

      
</operation>

      
<operation
 
name=
"Delete"
 
pattern=
"http://www.w3.org/ns/wsdl/in-out"
>

         
<input
 
messageLabel=
"DeleteMsg"
 
element=
"tns:request"
/>

         
<output
 
messageLabel=
"SuccessfulMsg"
 
element=
"tns:response"
/>

      
</operation>

   
</interface>

<!-- Concrete Binding Over HTTP -->

   
<binding
 
name=
"RESTfulInterfaceHttpBinding"
 
interface=
"tns:RESTfulInterface"
 

            
type=
"http://www.w3.org/ns/wsdl/http"
>

      
<operation
 
ref=
"tns:Get"
 
whttp:method=
"GET"
/>

      
<operation
 
ref=
"tns:Post"
 
whttp:method=
"POST"
 

                 
whttp:inputSerialization=
"application/x-www-form-urlencoded"
/>

      
<operation
 
ref=
"tns:Put"
 
whttp:method=
"PUT"
 

                 
whttp:inputSerialization=
"application/x-www-form-urlencoded"
/>

      
<operation
 
ref=
"tns:Delete"
 
whttp:method=
"DELETE"
/>

   
</binding>

   

<!-- Concrete Binding with SOAP-->

   
<binding
 
name=
"RESTfulInterfaceSoapBinding"
 
interface=
"tns:RESTfulInterface"
 

            
type=
"http://www.w3.org/ns/wsdl/soap"
 

            
wsoap:protocol=
"http://www.w3.org/2003/05/soap/bindings/HTTP/"

            
wsoap:mepDefault=
"http://www.w3.org/2003/05/soap/mep/request-response"
>

      
<operation
 
ref=
"tns:Get"
 
/>

      
<operation
 
ref=
"tns:Post"
 
/>

      
<operation
 
ref=
"tns:Put"
 
/>

      
<operation
 
ref=
"tns:Delete"
 
/>

   
</binding>

   

<!-- Web Service offering endpoints for both the bindings-->

   
<service
 
name=
"RESTfulService"
 
interface=
"tns:RESTfulInterface"
>

      
<endpoint
 
name=
"RESTfulServiceRestEndpoint"
 

                
binding=
"tns:RESTfulInterfaceHttpBinding"
 

                
address=
"http://www.example.com/rest/"
/>

      
<endpoint
 
name=
"RESTfulServiceSoapEndpoint"
 

                
binding=
"tns:RESTfulInterfaceSoapBinding"
 

                
address=
"http://www.example.com/soap/"
/>

   
</service>

</description>

```